# Constant Fraction Discriminator
Ein constant fraction discriminator (CFD) ist ein spezieller Diskriminator zur Verarbeitung elektrischer Impulse beispielsweise von Strahlungsdetektoren. Er dient zur Erzeugung exakter Zeitmarken aus breiten Impulsen mit wechselnder Signalamplitude, aber konstanter Anstiegszeit.
Eine sinnvolle, aber unübliche deutsche Bezeichnung für dieses Gerät ist Proportionaldiskriminator.

## Anwendung

1. Vergleich von Schwellwertauslösung (links) und Constant-Fraction-Auslösung (rechts).

Typische Eingangssignale für CFDs sind Impulse von Plastikszintillationszählern, wie sie zum Beispiel bei der Lebensdauermessung von Positronen verwendet werden. Hier steht man vor dem Problem, breite, also zeitlich „verschmierte“ Signale zum Auslösen und Stoppen von „Stoppuhren“ zu verwenden, um Zeitspannen zu messen, die viel kürzer sind als die Impulsbreiten.
Die Szintillatorimpulse haben Anstiegszeiten, die deutlich über der gewünschten zeitlichen Auflösung liegen, jedoch unabhängig von der Impulshöhe immer gleich sind. Der einfache Schwellendiskriminator ist hier zur Zeitnahme nicht brauchbar, da bei ihm der Auslösezeitpunkt von der Gesamtpulshöhe abhängt (sog. time walk-Effekt, Abb. 1 links). Gleichbleibende Anstiegszeiten und Impulsformen bedeuten jedoch, dass ein Auslösen beim Erreichen eines festzulegenden, immer gleichen Bruchteils der Gesamtpulshöhe (Abb. 1 rechts) einen Auslösezeitpunkt ergibt, der unabhängig von der Gesamtpulshöhe ist.

## Funktionsprinzip
Das (in diesem Beispiel, wie meist üblich, positive) Eingangssignal wird in zwei parallel liegenden Pfaden getrennt verarbeitet. In dem einen Pfad wird es um einen festen Zeitbetrag verzögert, der kleiner als die Anstiegszeit des Signals ist. Im anderen Pfad wird das Signal invertiert (d. h. von positiv in negativ gewandelt) und mit einem Faktor {\displaystyle c} ({\displaystyle 0<c<1}) multipliziert. Die beiden so behandelten Signale werden wieder addiert. Der erste Nulldurchgang des Summensignals mit positiver erster Ableitung, also von negativ nach positiv, wird als Auslösezeitpunkt verwendet.